# Three Men and a Woman
Three Men and a Woman è un cortometraggio muto del 1914 scritto e diretto da George Terwilliger.

## Produzione
Il film fu prodotto dalla Lubin Manufacturing Company. Venne girato a St. Augustine, in Florida.

## Distribuzione
Distribuito dalla General Film Company, il film - un cortometraggio in due bobine - uscì nelle sale statunitensi il 30 luglio 1914.